# Tu madre o la mía: Guerra de suegras
Tu madre o la mía: Guerra de suegras es una película hispano-mexicana de comedia de 2024, dirigida por Chus Gutiérrez y escrita por Ángela Obón, Sabina Méndez y Marco Lagarde, en base a una idea original de Álvaro Ariza, quien también produjo la película. Está protagonizada por Carmina Barrios, Patricia Bernal, Salva Reina y Paulina Goto. Se estrenó en cines españoles el 2 de agosto de 2024, con distribución de A Contracorriente Films.

## Trama
Paco (Salva Reina) y Camila (Paulina Goto) van a casarse, pero no saben que eso desatará una lucha entre sus madres por ver quién decide hasta el mínimo detalle de la boda. Carmen (Carmina Barrios), la madre de Paco, es una experta en el chantaje sentimental para conseguir lo que quiere. Mientras que Catalina (Patricia Bernal), la madre de Camila, es una experta en usar sus contactos para presionar y extorsionar a la gente hasta que se cumpla su más mínimo capricho. La lucha de ambas desata una batalla de proporciones épicas, donde no quedará nada en pie.

## Reparto.
- Carmina Barrios como Carmen
- Patricia Bernal como Catalina
- Salva Reina como Paco
- Paulina Goto como Camila
- Saúl Lisazo[2]
- Laura Galán[2]
- Eduardo Navarrete

## Producción
En junio de 2023, se anunció que el rodaje de la película de comedia Tu madre o la mía. Guerra de suegras había concluido bajo la dirección de Chus Gutiérrez, con Carmina Barrios, Patricia Bernal, Salva Reina y Paulina Goto como protagonistas. El rodaje de la cinta tuvo lugar en la Comunidad de Madrid y en Andalucía a lo largo de cuatro semanas. Aunque se desconoce el presupuesto total de la cinta, Tu madre o la mía recibió un total de un millón de euros procedentes de las ayudas generales del ICAA.

## Lanzamiento y marketing
En mayo de 2024, A Contracorriente Films programó el estreno de Tu madre o la mía: Guerra de suegras en cines españoles para el 2 de agosto de 2024. En junio de 2024, los pósteres de la película para sus estrenos en España y México, respectivamente, fueron lanzado. En julio de 2024, el tráiler de la película fue lanzado.